# Joseph Loewenstein (Theologe)
Joseph Loewenstein FSC (* 25. Oktober 1925 in Queens, New York City; † 18. Februar 2021 in Lincroft, New Jersey) war ein US-amerikanischer Geistlicher und De-La-Salle-Bruder.

## Leben
Joseph Loewenstein, eines von drei Kindern, aufgewachsen in der Weltwirtschaftskrise in Queens, New York City, besuchte eine Grundschule der Dominikanerinnen. Mit einem bischöflichen Stipendium konnte er die Bishop Loughlin Memorial High School absolvieren, die von den De-La-Salle-Brüdern geführt wurde. Bereits mit 15 Jahren beteiligte er sich an Ausbildungen der De-La-Salle-Brüder. Am 7. September 1943 trat er in New York den De-La-Salle-Brüdern bei. Nach einer einjährigen Probezeit studierte er an der Katholischen Universität von Amerika in Washington, D.C. Er war langjährig in Afrika, insbesondere in Kenia als Missionar und Lehrer tätig.
1975 kam er ins Heilige Land und war bis 2017 als Dozent, Dekan und Präsident („Vice Chancellor“) an der Universität Bethlehem tätig. Er baute die universitäre Struktur auf und organisierte das zunehmende starke Anwachsen der Studentenzahlen. In der Ersten Intifada zwischen 1987 und 1991 stellte er sich gegen das Vorgehen der israelischen Armee. Seit 2017 lebt er in einer Niederlassung seiner Ordensgemeinschaft in Lincroft, New Jersey. 2018 wurde Loewenstein zum Legacy Patron and Honorary Patron der US-amerikanischen Bethlehem University Foundation ernannt.
Der als „Brother Joe“ bekannte Löwenstein war zudem langjähriger Direktor der Catholic Near East Welfare Association (CNEWA) in Jerusalem.
2013 wurde er mit einem Ehrendoktorat der Geisteswissenschaften der Saint Mary’s University of Minnesota ausgezeichnet.